# Николаева, Татьяна Михайловна
Татья́на Миха́йловна Никола́ева (19 сентября 1933, Ленинград — 21 октября 2015, Москва) — советский и российский лингвист, доктор филологических наук, профессор (с 1992), член-корреспондент РАН (с 2000). Автор трудов по русскому языку, славистике, акцентологии и теории интонации, языковым контактам, общим проблемам лингвистики и семиотики, литературоведению и др.

## Биография
Родилась в семье фармакологов (отец — М. П. Николаев, мать — профессор Мария Михайловна Николаева, старшая сестра — Е. М. Вихляева). Окончила отделение русского языка и литературы филологического факультета МГУ им. М. В. Ломоносова (1956). С 1957 года работала в группе машинного перевода Института точной механики и вычислительной техники АН СССР, учёный секретарь лингвистической секции Научного совета по кибернетике АН СССР (1959—1961). В 1960 году перешла в Институт славяноведения, где с 1990 по 2012 год заведовала отделом типологии и сравнительного языкознания (в отделе, сыгравшем исключительно важную роль в истории советской лингвистики в 1960-е —1980-е годы, работали академики В. А. Дыбо, А. А. Зализняк, Вяч. Вс. Иванов, В. Н. Топоров, профессор Е. А. Хелимский и др.).
В 1962 году защитила кандидатскую диссертацию «Некоторые лингвистические вопросы машинного перевода с русского языка и на русский язык», в 1976 году — докторскую диссертацию «Лингвистические проблемы типологического изучения фразовой интонации: на материале славянского языка». С 2002 года до конца жизни являлась главным редактором журнала «Вопросы языкознания», член редколлегии журнала «Известия РАН. Серия литературы и языка». В разные годы преподавала на Отделении теоретической и прикладной лингвистики МГУ, в Московском государственном лингвистическом университете и других вузах, читала курсы по истории языкознания, семиотике и русскому языку в университетах Италии, Германии, Австрии, Франции, Швейцарии и других стран.
Муж — литературовед, член-корреспондент РАН А. Д. Михайлов (1929—2009).
Похоронена на Введенском кладбище (23 уч.).
Член Национального комитета славистов РФ, вице-президент Международного фонетического общества (с 1983).

## Научная деятельность
Ранние работы — по проблемам машинного перевода и формального описания русской грамматики; с середины 1960-х годов одной из первых начала заниматься проблемами просодии и фразовой интонации в славянских и балканских языках. Автор исследований в области просодии слова, фразы и предложения в синхронии и диахронии. Под её руководством подготовлены к изданию коллективные монографии «Славянская языковая и этноязыковая системы в контакте с неславянским окружением» (2002) и «Вербальная и невербальная опоры пространства межфразовых связей» (2004).
Также одна из первых обратила внимание на семантическое своеобразие класса частиц, практически не изучавшихся в традиционной лингвистике; считается открывателем особой области лингвистики — описания модальных и дискурсивных частиц (в настоящее время этой проблематике посвящена очень значительная литература). В теоретических работах по парадигматике, грамматике и синтаксису она обосновала теорию так называемых блуждающих частиц в славянских языках и выстроила их типологию.
Т. М. Николаева входила в число лидеров московского направления исследований в области семиотики. К числу сфер её научных разработок относится анализ структуры текста на всех его уровнях с учётом интертекстуальных связей (возникающих при включении одного текста в другой). Известны её работы по истории и теории семиотики, семиотике литературного текста (в том числе «Слова о полку Игореве» и его влиянии на творчество А. С. Пушкина), лингвистике текста и многим другим областям лингвистики, литературоведения и семиотики. Подготовила к публикации сборник «Новое в зарубежной лингвистике» (1978), целиком посвящённый структуре текста, антологию «Из работ московского семиотического круга» (1997), сборник «Ключи нарратива» (2012).
Входила в число создателей современной теории анализа литературного текста (классической литературы; пословиц, загадок, городских песен; авторской прозы и поэзии), при этом круг изучаемых ею авторов и жанров постоянно расширялся. К направлениям её исследований относились так называемые языковые ключи в литературе (фрагменты текста, по которым можно выявить глубинные смыслы произведения).
Ряд публикаций и докладов Т. М. Николаевой посвящён семантике и прагматике, социолингвистическим процессам в современном русском языке, при анализе которых особое внимание она уделяла лингвистическим и паралингвистическим проблемам коммуникации, привлекала данные корпусной лингвистики.

## Основные работы
- «Анализ русского предложения» (М., 1958);
- «Интонация сложного предложения в славянских языках» (М., 1969);
- «Жест и мимика у лектора» (М., 1972);
- «Фразовая интонация славянских языков» (М., 1977);
- «Семантика акцентного выделения» (1982; 3-е изд. 2010);
- «Функции частиц в высказывании (на материале славянских языков)» (1985; 3-е изд. 2005);
- «Просодия Балкан: слово — высказывание — текст» (М., 1996);
- «„Слово о полку Игореве“: лингвистика текста и поэтика» (М., 1997; 2-е изд. 2005);
- «От звука к тексту» (2000);
- «„Слово о полку Игореве“ и пушкинские тексты» (М., 2005; 2-е изд.);
- «Непарадигматическая лингвистика: история „блуждающих частиц“» (М., 2008);
- «О чём на самом деле написал Марсель Пруст?» (2012);
- «О чём рассказывают нам тексты?» (М., 2012);
- «Лингвистика. Избранное» (2013)